# محمد بی‌ریا
محمد بی‌ریا با نام اصلی باقرزاده نوحی (۱۲۹۳–۱۳۶۳ خورشیدی) سیاستمدار و نویسنده اهل ایران بود. وی توسط جعفر پیشه‌وری با تشکیل حکومت خودمختار آذربایجان در سال ۱۹۴۵، به‌عنوان وزیر فرهنگ منصوب شده‌بود. از وی به عنوان یکی از اصلی ترین جدایی‌طلبان مورد حمایت استالین یاد می شود.

## زندگی
محمد بی‌ریا در سال ۱۲۹۳ در شهر تبریز به دنیا آمد. پدرش، حاجی غلام شغل نجاری داشت. در هشت سالگی همراه خانواده‌اش از طریق باکو عازم خراسان گردید. مدرسه ابتدایی را در خراسان به اتمام رساند و پس از بازگشت خانواده به باکو تحصیلات خود را در دانشکده باکو در رشته صنایع نفتی ادامه داد. پس از مرگ مادرش در سال ۱۳۱۸ همراه پدر و برادر و دو خواهرش به تبریز مهاجرت نمود.
در بین سال‌های ۱۳۱۹ تا ۱۳۲۳ در اداره بلدیه مشغول به کار بود. در سال ۱۳۲۳ وارد خدمت نظام وظیفه در لشکر تبریز گردید و پس از اتمام وظیفه تا روز ورود ارتش شوروی به ایران در اداره راه‌آهن مشغول خدمت بود.
هنگام استقرار ارتش شوروی در تبریز و انتشار نشریه «وطن یولوندا» [در راه وطن]، او در همین نشریه شعرها و مقالاتی می‌نوشت و از نویسندگان فعال آن بود. همچنین اشعارش در نشریات ایرانی «رهبر»، «ظفر»، «مردم»، «دماوند»، «خاور نو» و «آذربایجان» به چاپ رسیده‌است. از سال ۱۳۲۰ به بعد او یکی از بنیان گذران جمعیت ضد فاشیست ایران بود و دو سال بعد رسماً در حزب توده فعالیت می‌کرد و ریاست اتحادیه‌ی کارگری تبریز را برعهده داشت. در اردیبهشت ۱۳۲۴ در تبریز به همراه میرزا علی شبستری (رئیس جمعیت آذربایجان) , اسماعیل شمس و سید مهدی اعتماد در تشکیلات جمعیت دموکراتیک آذربایجان وارد گردید و پس از تشکیل حکومت خودمختار آذربایجان توسط پیشه‌وری، وزارت معارف به او محول گردید.

## فرار از ایران
پس از انعقاد قرارداد قوام-سادچیکف در سال ۱۳۲۵، که مقدمات لشکر کشی دولت مرکزی و سقوط حکومت پیشه‌وری مهیا گردید، بی‌ریا به همراه شبستری و به کمک مأموران اتحاد شوروی به باکو فراری داده شد. دو سال بعد در اقدامی ناموفق جهت برگشت به ایران توسط پلیس مخفی شوروی دستگیر و به جرم جاسوسی به ده سال زندان محکوم گردید. پس از آزادی از زندان در اقدام مجدد برای اخذ روادید و ورود به ایران بار دیگر دستگیر و روانه زندان گردید.

## بازگشت به ایران
بی‌ریا پس از پیروزی انقلاب و سقوط سلسله پهلوی با اخذ مجوز در شهریورماه ۱۳۵۹ به تبریز آمد و روزگار بسختی می‌گذرانید تا اینکه پس از چندی احتمالاً در ارتباط با دستگیری‌های حزب توده، بمدت یک سال زندانی گردید و چند ماه پس از آزادی در اسفند ماه ۱۳۶۳ درگذشت.
اشعار و مقالات متعددی به زبان ترکی آذربایجانی از وی باقی مانده‌است.
| من ئولسم باخ بو اوراقه |  | تحسرله منی یاد ائت  |
| توپور چرخ جفاکاره      |  | معذّب روحومی شاد ائت |